# Чалгыстаг
Чалгыста́г ( хак. Одинокая гора) — деревня в Ширинском районе Хакасии. Входит в Спиринский сельсовет. 

## География
Расположена на левом берегу реки Карыш, в 25 км к юго-востоку от райцентра — села Шира и одноимённой железнодорожной станции, в 19 км от центра сельского поселения — аала Малый Спирин. В 1 км западнее деревни находится остановочный пункт Челгыштак на железнодорожной линии Ачинск — Абакан. 

## Население
| 2002 | 2010 |
| ---- | ---- |
| 57   | ↘17  |

Число хозяйств — 16 (2004 год).